# 宋崇
宋崇（1941年—），男，安徽颍上人，生于江苏东台。中华人民共和国影视导演。

## 生平
宋崇自小学起便常参加各类演出。1959年，宋崇考入上海电影专科学校导演系。1963年毕业后，入上海天马电影制片厂，先后在故事片《第二个春天》、纪录片《东海战歌》中任场记、副导演。1965年，宋崇在福建前线拍摄《东海战歌》，因参加崇武海战而荣立三等功，并受到中华人民共和国文化部通令嘉奖。 
文化大革命中，宋崇受到迫害，被关押两年多。后来，宋崇进入上海电影制片厂。1976年参加拍摄艺术性纪录片《石油盛开大庆花》，任四川组导演。随后，宋崇分别在黄佐临导演的电影《失去记忆的人》和沈浮导演的电影《曙光》（上、下）中任副导演。 
1980年，宋崇任上海电影制片厂故事片《好事多磨》（主演为龚雪、郭凯敏）的导演，这是宋崇首次独立执导故事片。他与摄制组全体人员团结合作，将该片拍得节奏明快，内容真实细腻。宋崇在拍摄过程中加强了剧本中的喜剧情节与结构，还从人物性格中发掘喜剧因素，同时在镜头及演员表演上注重自然真实与生活化。该片获得观众好评。
此后，宋崇又导演了《闪光的彩球》（与他人合作）、《快乐的单身汉》、《最后的选择》、《滴水观音》、《霹雳贝贝》等电影。《快乐的单身汉》获全国工业题材评奖“银梭奖”。《霹雳贝贝》于1987年获得第三届儿童少年电影“童牛奖”。1986年起，宋崇担任中国儿童电影制片厂厂长。1988年至1989年，任北京电影制片厂厂长兼党委书记。宋崇还导演过《卖大饼的姑娘》等电视剧。《卖大饼的姑娘》获得1981年全国优秀电视剧评选二等奖。
1992年，宋崇执导了娱乐片《魔窟生死恋》。该片自筹资金拍摄，摄制组人员入股抵押承包，宋崇在中国内地电影市场开了“准制片人”风气之先。该片的发行很成功，宋崇等人净赚30万元人民币。
1993年，宋崇将拍摄、制片、发行、放映融合，执导了电影《陷井里的婚姻》。该片情节曲折，有美丽明星、豪华场面、动听歌曲。虽然商业味很浓厚，但宋崇认真对待每个细节，确保电影质量。
21世纪初，宋崇正在担任北京电影制片厂导演兼上海宋崇－捷发影视文化传播有限公司董事、总经理。他是中国影协第四、五届理事、中国制片人协会常务理事。 

## 作品
宋崇导演的主要作品有：

### 电影
- 《好事多磨》（1980年）
- 《闪光的彩球》（1982年）
- 《快乐的单身汉》（1983年）
- 《最后的选择》（1983年）
- 《滴水观音》（1984年）
- 《绞索下的交易》（1985年）
- 《霹雳贝贝》（1988年）
- 《后会有期》（1990年）
- 《魔窟生死恋》（1992年）
- 《陷井里的婚姻》（1993年）
- 《股市婚恋》（1994年）
- 《伟大的朋友》（1998年）

### 电视剧
- 《卖大饼的姑娘》（1981年）[2]

## 家庭
- 祖父：宋吉生，辛亥革命烈士。
- 父：宋日昌，宋吉生之子，早年留学日本。曾任上海市人民委员会副市长，中国人民政治协商会议上海市第五届、第六届委员会副主席。有子女七人（六男一女），其中宋崇最小。
- 母：游云
- 大哥：宋巍
- 二哥：宋峥，1950年参军，曾加入中国人民志愿军参加了抗美援朝战争。1960年复员后，被分配到中国东北一个县城当中学校长，且结婚并有了孩子。经宋日昌说服，宋峥来到上海复习功课，准备高考，后来考入北京外贸学院。退休前是山东省外贸局局长。
- 三哥：宋岗
- 四哥：宋岚，上海第二医学院毕业后，被分配到上海市第六医院，担任陈中伟断手再接的助手，还任上海市卫生局的团委书记。文化大革命中遭受迫害，以“现行反革命罪”被关押入狱，上海造反派头目胡永年倚仗江青、张春桥等人的势力，指使暴徒对宋岚刑讯逼供，用铁棒猛击宋岚头部，致使宋岚后脑破碎，鲜血迸发，最后宋岚用自己的鲜血在墙上写下“打倒江青！”四个大字，当天便去世。粉碎“四人帮”后，宋岚被评为革命烈士。
- 五哥：宋峻
- 大姐：宋均[3]